# Sant Tibèri
Sant Tibèri (en francès Saint-Thibéry) és un municipi occità del Llenguadoc, situat al departament de l'Erau i a la regió d'Occitània.